# Jahnula morakotii
Jahnula morakotii är en svampart som beskrevs av Sivichai & Boonyuen 2010. Jahnula morakotii ingår i släktet Jahnula och familjen Aliquandostipitaceae.   Inga underarter finns listade i Catalogue of Life.